# Intervento olandese a nord di Bali (1848)
L’intervento olandese a nord di Bali del 1848, detta anche seconda spedizione olandese a Bali, fu un conflitto sorto tra i Paesi Bassi ed alcuni regni tribali di Bali. Gli olandesi utilizzarono il pretesto dei diritti che i balinesi volevano vantare sui relitti di naufragi trovati nelle acque di loro competenza, ma questo era inaccettabile secondo le leggi internazionali della marina.
La spedizione olandese, comandata dal maggiore generale Carel van der Wijck, era composta da 2400 soldati, un terzo dei quali era europeo, ed il resto erano giavanesi e maduresi oltre a guerrieri africani provenienti dalla colonia olandese del Ghana. Le forze sbarcarono a Bali il 7 maggio 1848, nell'area di Sangsit.
I balinesi disponevano di un esercito di 16 000 guerrieri, inclusi 1500 armati di armi da fuoco, comandati da I Gusti Ketut Jelantik, primo ministro del regno di Buleleng. Dopo lo sbarco degli olandesi, i balinesi si ritirarono nelle loro fortificazioni a Jagaraga, a 4 chilometri di distanza.
Gli olandesi attaccarono i balinesi a Jagaraga malgrado l'intenso caldo tropicale della stagione. I balinesi contrattaccarono e sconfissero gli olandesi, i quali lasciarono sul campo 200 morti e dovettero re-imbarcarsi sulle loro navi.
Dopo questa umiliante sconfitta, gli olandesi tornarono (questa volta con successo) con una nuova invasione nel 1849.